# Glen Avon
Glen Avon fue un lugar designado por el censo ubicado en el condado de Riverside en el estado estadounidense de California. En el año 2000 tenía una población de 773.6 habitantes y una densidad poblacional de 566.7 personas por km². El 1 de julio de 2011 se incorporó con otros lugares designados por el censo para formar la ciudad de Jurupa Valley.

## Geografía
Glen Avon se encuentra ubicado en las coordenadas 34°1′2″N 117°29′31″O / 34.01722, -117.49194. Según la Oficina del Censo, la ciudad tiene un área total de 19,2 km² (7,4 mi²), de la cual 19,1 km² (7,4 mi²) es tierra y 0,1 km² (0 mi²) (0.40%) es agua.

## Demografía
Según la Oficina del Censo en 2000 los ingresos medios por hogar en la localidad eran de $37,152, y los ingresos medios por familia eran $43,664. Los hombres tenían unos ingresos medios de $30,925 frente a los $23,927 para las mujeres. La renta per cápita para la localidad era de $14,943. Alrededor del 17.5% de la población estaban por debajo del umbral de pobreza.